# Clasificación para el Campeonato Asiático de Futsal 2024
La Clasificación para el Campeonato Asiático de Futsal 2024 fue el torneo clasificatorio para el Campeonato Asiático de Futsal 2024 a disputarse en Tailandia. Se llevó a cabo del 7 al 13 de octubre de 2023 y contó con la participación de 31 selecciones divididas en ocho grupos en una sede única. A diferencia de clasificaciones anteriores, en esta ocasión no fue implementada la zonificación de los grupos, por lo que cada grupo fue sorteado completamente al azar.

## Participantes
- Uzbekistán
- Indonesia
- Mongolia
- Tailandia
- Tayikistán
- Baréin
- China Taipéi
- Kirguistán
- Japón
- Corea del Sur
- Vietnam
- Kuwait
- Irán
- Arabia Saudita
- Irak
- Turkmenistán
- Líbano
- Birmania
- Afganistán
- Malasia
- Australia
- Palestina
- Timor Oriental
- Hong Kong
- Nepal
- Camboya
- Maldivas
- Brunéi
- China
- Macao
- India

No participan
- Bangladés
- Bután
- Guam
- Laos
- Jordania
- Islas Marianas del Norte
- Corea del Norte
- Omán
- Pakistán
- Filipinas
- Catar
- Singapur
- Sri Lanka (suspendido)
- Siria
- Emiratos Árabes Unidos
- Yemen

## Resultados

### Grupo A
- Todos los partidos se jugaron en Nong Chok, Tailandia.
- Tailandia ya estaba clasificado a la fase final como país anfitrión, por lo que sus partidos no influían en la clasificación final.

| Pos. | Equipo       | Pts. | PJ | G | E | P | GF | GC | Dif. | Clasificación |
| ---- | ------------ | ---- | -- | - | - | - | -- | -- | ---- | ------------- |
| 1    | China        | 6    | 2  | 2 | 0 | 0 | 11 | 2  | +9   | Clasificado   |
| 2    | Hong Kong    | 0    | 2  | 0 | 0 | 2 | 2  | 11 | −9   |               |
| 3    | Turkmenistán | 0    | 0  | 0 | 0 | 0 | 0  | 0  | 0    | Abandonó      |

 Fuente: AFC
Criterios de clasificación: 
| 7 de octubre de 2023 | China       | 1–5     | Tailandia                                                                                  | Bangkok Arena, Bangkok |  |
|                      | Wang Bo 39' | Reporte | - Charoenphong 8' - Praphaphan 9' - Phalaphruek 11' - Srirangpirot 17' - Kittipanuwong 29' |                        |  |

| 9 de octubre de 2023 | Hong Kong | 0–6     | China | Bangkok Arena, Bangkok |  |
|                      |           | Reporte | - Lee Wo Ho 9' (a.g.) - Wang Bo 23' - Paiheierding Tudahong 25' (pen.) - Chow Ka Wa 28' (a.g.) - Ding Shunjie 32' - Yakepujiang Maimaiti 37' |                        |  |

| 11 de octubre de 2023 | Tailandia                                                     | 6–0     | Hong Kong | Bangkok Arena, |  |
|                       | - Srirangpirot 7' 22' - Praphaphan 9' 19' - Osamamusa 36' 40' | Reporte |           |                |  |

| 13 de octubre de 2023 | China                                                          | 5–2     | Hong Kong                           | Bangkok Arena, Bangkok |  |
|                       | - Yang Zu 4' 26' - Pan Zhongdi 26' - Paiheierding Tudahong 31' | Reporte | - Liu Kin Po 27' - Chan Lok Him 36' |                        |  |

### Grupo B
- Los partidos se jugaron en Dammam, Arabia Saudita.

| Pos. | Equipo             | Pts. | PJ | G | E | P | GF | GC | Dif. | Clasificación |
| ---- | ------------------ | ---- | -- | - | - | - | -- | -- | ---- | ------------- |
| 1    | Afganistán         | 7    | 3  | 2 | 1 | 0 | 28 | 11 | +17  | Clasificado   |
| 2    | Arabia Saudita (H) | 6    | 3  | 2 | 0 | 1 | 14 | 5  | +9   | Clasificado   |
| 3    | Indonesia          | 4    | 3  | 1 | 1 | 1 | 21 | 10 | +11  |               |
| 4    | Macao              | 0    | 3  | 0 | 0 | 3 | 2  | 39 | −37  |               |

 Fuente: AFC
Criterios de clasificación: 
| 7 de octubre de 2023 | Indonesia | 12–0    | Macao | Green Hall, Dammam |  |
|                      | - Antonio 3' (a.g.) - Runtuboy 4' 37' - Syauqi 16' 18' 39' - Alfajri 17' - Samuel 23' - So Ka Chon 28' (a.g.) - Soumilena 34', 39', 39' | Reporte |       |                    |  |

| 8 de octubre de 2023 | Arabia Saudita                     | 2–3     | Afganistán                   | Green Hall, Dammam |  |
|                      | - F. Alasmari 2' - A. Alaqeeli 27' | Reporte | - Kazemi 2' 7' - Mousavi 15' |                    |  |

| 9 de octubre de 2023 | Macao | 0–9     | Arabia Saudita                                                                                    | Green Hall, Dammam |  |
|                      |       | Reporte | - A. Alaqeeli 2' 40' - F. Almaleh 4' 12' 17' 20' - Alqarni 6' - F. Aljohani 13' - A. Alotaibi 38' |                    |  |

| 9 de octubre de 2023 | Afganistán                                                                          | 7–7     | Indonesia                                                                                            | Green Hall, Dammam |  |
|                      | - Amiri 2' (pen.) 12' - Hossein Poor 3' 24' - Norowzi 9' - Gholami 12' - Gorgej 38' | Reporte | - Samuel Eko 7' 28' 36' - Rio Pangestu 20' - Hossaini 36' (a.g.) - Runtuboy 39' - Ardiansyah Nur 40' |                    |  |

| 11 de octubre de 2023 | Indonesia        | 2–3     | Arabia Saudita                       | Green Hall, Dammam |  |
|                       | Runtuboy 14' 17' | Reporte | - A. Alotaibi 8' - Al Owairan 9' 15' |                    |  |

| 11 de octubre de 2023 | Afganistán | 18–2    | Macao               | Green Hall, Dammam |  |
|                       | - Mousavi 4' 10' 19' 22' - Norowzi 8' - Sadeqi 11' - Zadah 17' - Mahmoodi 20' 27' - Kazemi 23' 26' 27' 35' - Gholami 29' 39' - Poor 34' - Jafari 34' | Reporte | Fong 14' (pen.) 35' |                    |  |

### Grupo C
- Los partidos se jugaron en Bishkek, Kirguistán.

| Pos. | Equipo         | Pts. | PJ | G | E | P | GF | GC | Dif. | Clasificación |
| ---- | -------------- | ---- | -- | - | - | - | -- | -- | ---- | ------------- |
| 1    | Irán           | 9    | 3  | 3 | 0 | 0 | 34 | 4  | +30  | Clasificado   |
| 2    | Kirguistán (H) | 6    | 3  | 2 | 0 | 1 | 15 | 17 | −2   | Clasificado   |
| 3    | Líbano         | 3    | 3  | 1 | 0 | 2 | 10 | 12 | −2   |               |
| 4    | Maldivas       | 0    | 3  | 0 | 0 | 3 | 6  | 32 | −26  |               |

 Fuente: AFC
Criterios de clasificación: 
| 7 de octubre de 2023 | Irán | 18–2    | Maldivas                  | Bishkek Arena, Bishkek |  |
|                      | - Aghapour 2' - Daoudi 5', 15' - Ahmadabbasi 6' 23' 27' 33' 35' - Karimi 12' - Tayyebi 14' 21' 23' 39' - Derakhshani 27' - Azimihematabadi 28' 30' - Saamin Naseer 30' (a.g.) | Reporte | - Haafiz 18' - Shiyah 32' |                        |  |

| 7 de octubre de 2023 | Líbano                                                 | 4–5     | Kirguistán                                                 | Bishkek Arena, Bishkek |  |
|                      | - Alame 9' - El Khoury 11' - A. Kheir El Dine 24', 33' | Reporte | - Alimov 5' 33' - Kubanychov 19' 35' - Abdyzhalil Uulu 39' |                        |  |

| 9 de octubre de 2023 | Maldivas   | 1–6     | Líbano                                                                                | Bishkek Arena, Bishkek |  |
|                      | Haafiz 12' | Reporte | - Rhyem 16' 20' - Abou Zeid 24' - Abou Jaoude 31' - El Khoury 35' - Haafiz 36' (a.g.) |                        |  |

| 9 de octubre de 2023 | Kirguistán                               | 2–10    | Irán | Bishkek Arena, Bishkek |  |
|                      | - Daniiar Uulu 25' - Abdyzhalil Uulu 40' | Reporte | - Tayyebi 2' 20' (pen.) - Derakhshani 17' 34' 38' - Karimi 17' 30' - Daoudi 19' - Rostami Ha 24' - Ahmadabbasi 25' |                        |  |

| 11 de octubre de 2023 | Irán                                                                                       | 6–0     | Líbano | Bishkek Arena, Bishkek |  |
|                       | - Azimihematabadi 11' 37' - Parsapour 12' - Tayyebi 14' - Ahmadabbasi 16' - Oladghobad 18' | Reporte |        |                        |  |

| 11 de octubre de 2023 | Kirguistán                                                          | 8–3     | Maldivas                             | Bishkek Arena, Bishkek |  |
|                       | - Abdyzhalil Uulu 4', 39' - Shokhrukh 19' 20' 27' 32' - Daniiar 28' | Reporte | - Shafiu 18' - Haafiz 28' (pen.) 31' |                        |  |

### Grupo D
- Los partidos se jugaron en Ulaanbaatar, Mongolia.

| Pos. | Equipo        | Pts. | PJ | G | E | P | GF | GC | Dif. | Clasificación |
| ---- | ------------- | ---- | -- | - | - | - | -- | -- | ---- | ------------- |
| 1    | Vietnam       | 9    | 3  | 3 | 0 | 0 | 16 | 3  | +13  | Clasificado   |
| 2    | Corea del Sur | 6    | 3  | 2 | 0 | 1 | 13 | 7  | +6   | Clasificado   |
| 3    | Nepal         | 1    | 3  | 0 | 1 | 2 | 2  | 11 | −9   |               |
| 4    | Mongolia (H)  | 1    | 3  | 0 | 1 | 2 | 3  | 13 | −10  |               |

 Fuente: AFC
Criterios de clasificación: 
| 7 de octubre de 2023 | Vietnam | 6–1     | Mongolia       | Buyant Ukhaa Sport Palace, Ulaanbaatar |  |
|                      | - Nguyễn Thịnh Phát 9' 22' - Nguyễn Minh Trí 12' - Nhan Gia Hưng 21' - Ngô Ngọc Sơn 27' - Phạm Đức Hòa 31' | Reporte | Altantulga 22' |                                        |  |

| 7 de octubre de 2023 | Corea del Sur                                             | 5–1     | Nepal        | Buyant Ukhaa Sport Palace, Ulaanbaatar |  |
|                      | - Lee Han-wool 4' - Shin Jong-hoon 10' 19' 31' 34' (pen.) | Reporte | Shrestha 21' |                                        |  |

| 9 de octubre de 2023 | Mongolia       | 1–6     | Corea del Sur                                                                                          | Buyant Ukhaa Sport Palace, Ulaanbaatar |  |
|                      | Tumurbaatar 7' | Reporte | - Shin Jong-hoon 3' 18' - Lee Min-hyeok 16' - Han Sang-seok 26' - Moon Hee-jae 27' - Kim Yun-young 30' |                                        |  |

| 9 de octubre de 2023 | Nepal | 0–5     | Vietnam                                                                                | Buyant Ukhaa Sport Palace, Ulaanbaatar |  |
|                      |       | Reporte | - Châu Đoàn Phát 2' 40' - Dương Ngọc Linh 9' - Nguyễn Minh Trí 19' - Từ Minh Quang 22' |                                        |  |

| 11 de octubre de 2023 | Vietnam                                                                                  | 5–2     | Corea del Sur                        | Buyant Ukhaa Sport Palace, Ulaanbaatar |  |
|                       | - Dương Ngọc Linh 15' 29' - Nhan Gia Hưng 16' - Đinh Công Viên 29' - Nguyễn Minh Trí 35' | Reporte | - Eom Jiyong 23' - Shin Jonghoon 40' |                                        |  |

| 11 de octubre de 2023 | Nepal              | 1–1     | Mongolia       | Buyant Ukhaa Sport Palace, Ulaanbaatar |  |
|                       | Sumit Shrestha 11' | Reporte | Uuganbayar 19' |                                        |  |

### Grupo E
- Los partidos se jugaron en Dushanbe, Tayikistán.

| Pos. | Equipo         | Pts. | PJ | G | E | P | GF | GC | Dif. | Clasificación |
| ---- | -------------- | ---- | -- | - | - | - | -- | -- | ---- | ------------- |
| 1    | Tayikistán (H) | 9    | 3  | 3 | 0 | 0 | 15 | 4  | +11  | Clasificado   |
| 2    | Birmania       | 6    | 3  | 2 | 0 | 1 | 7  | 6  | +1   | Clasificado   |
| 3    | Palestina      | 3    | 3  | 1 | 0 | 2 | 8  | 13 | −5   |               |
| 4    | India          | 0    | 3  | 0 | 0 | 3 | 10 | 17 | −7   |               |

 Fuente: AFC
Criterios de clasificación: 
| 7 de octubre de 2023 | Birmania              | 2–1     | Palestina  | Dushanbe Indoor Hall, Dushanbe |  |
|                      | Nyein Min Soe 21' 40' | Reporte | Harara 17' |                                |  |

| 7 de octubre de 2023 | Tayikistán                                                    | 6–3     | India                   | Dushanbe Indoor Hall, Dushanbe |  |
|                      | - Kuziev 2' - Yorov 14' 34' - Sardorov 19' 28' - Sharipov 30' | Reporte | Laltlansanga 6' 14' 17' |                                |  |

| 9 de octubre de 2023 | India                               | 2–5     | Birmania                                                                                     | Dushanbe Indoor Hall, Dushanbe |  |
|                      | - Roluahpuia 11' - Laltlansanga 39' | Reporte | - Thyne Phwet Aung 3' - Myo Thet Aung 13' 40' - Laltlansanga 19' (a.g.) - Hlaing Min Tun 40' |                                |  |

| 9 de octubre de 2023 | Palestina  | 1–6     | Tayikistán                                                                                            | Dushanbe Indoor Hall, Dushanbe |  |
|                      | Harara 32' | Reporte | - Fahjan 11' (a.g.) - Rizomov 15' - Khojaev 25' - Fayzali 28' - Sharipov 37' - A. Mohammed 39' (a.g.) |                                |  |

| 11 de octubre de 2023 | Tayikistán                              | 3–0     | Birmania | Dushanbe Indoor Hall, Dushanbe |  |
|                       | - Yorov 31' - Sardorov 31' - Komron 33' | Reporte |          |                                |  |

| 11 de octubre de 2023 | Palestina                                                   | 6–5     | India                                                 | Dushanbe Indoor Hall, Dushanbe |  |
|                       | - Harara 3' - Alsamahi 6' - Mohammed 20' 34' - Massriea 23' | Reporte | - Laltlansanga 6' 16' - Mali 14' 16' - Roluahpuia 28' |                                |  |

### Grupo F
- Los partidos se jugaron en Isa Town, Baréin.

| Pos. | Equipo         | Pts. | PJ | G | E | P | GF | GC | Dif. | Clasificación |
| ---- | -------------- | ---- | -- | - | - | - | -- | -- | ---- | ------------- |
| 1    | Kuwait         | 9    | 3  | 3 | 0 | 0 | 17 | 6  | +11  | Clasificado   |
| 2    | Baréin (H)     | 6    | 3  | 2 | 0 | 1 | 10 | 6  | +4   | Clasificado   |
| 3    | Timor Oriental | 3    | 3  | 1 | 0 | 2 | 9  | 9  | 0    |               |
| 4    | Brunéi         | 0    | 3  | 0 | 0 | 3 | 3  | 18 | −15  |               |

 Fuente: AFC
Criterios de clasificación: 
| 7 de octubre de 2023 | Kuwait                                                          | 4–2     | Brunéi                                          | Khalifa Sports City Hall, Isa Town |  |
|                      | - Almansour 20' - Alfadhel 21' - Altawail 22' (pen.) 28' (pen.) | Reporte | - Abdul Malik Yunus 17' - Mohd Fardi Farhan 25' |                                    |  |

| 7 de octubre de 2023 | Baréin       | 1–0     | Timor Oriental | Khalifa Sports City Hall, Isa Town |  |
|                      | Mahfoodh 39' | Reporte |                |                                    |  |

| 9 de octubre de 2023 | Timor Oriental | 1–8     | Kuwait                                                                                      | Khalifa Sports City Hall, Isa Town |  |
|                      | Fernandes 19'  | Reporte | - Altawail 4' - Borashed 8' - Alalban 9' - Alfadel 13', 16', 34' - Alajmi 35' - Alabasi 37' |                                    |  |

| 9 de octubre de 2023 | Brunéi             | 1–6     | Baréin                                                                          | Khalifa Sports City Hall, Isa Town |  |
|                      | Alsandi 14' (a.g.) | Reporte | - A. Hamad 5' - F. Yusuf 6' - J. Anan 30' - S. Sanjar 33' 40' - S. Muhammad 39' |                                    |  |

| 11 de octubre de 2023 | Kuwait                                 | 5–3 | Baréin                          | Khalifa Sports City Hall, Isa Town |  |
|                       | - Altawail 4' 15' 20' 23' - Alajmi 35' |     | - F. Yusuf 6' - J. Anan 30' 34' |                                    |  |

| 11 de octubre de 2023 | Timor Oriental                                                   | 8–0 | Brunéi | Khalifa Sports City Hall, Isa Town |  |
|                       | - Fernandes 1' - Zenivio 4' 5' 12' - Gustão 13' 19' 32' - Né 35' |     |        |                                    |  |

### Grupo G
- Los partidos se jugaron en Fergana, Uzbekistán.

| Pos. | Equipo         | Pts. | PJ | G | E | P | GF | GC | Dif. | Clasificación |
| ---- | -------------- | ---- | -- | - | - | - | -- | -- | ---- | ------------- |
| 1    | Uzbekistán (H) | 9    | 3  | 3 | 0 | 0 | 13 | 5  | +8   | Clasificado   |
| 2    | Irak           | 6    | 3  | 2 | 0 | 1 | 10 | 4  | +6   | Clasificado   |
| 3    | Malasia        | 3    | 3  | 1 | 0 | 2 | 9  | 8  | +1   |               |
| 4    | Camboya        | 0    | 3  | 0 | 0 | 3 | 3  | 18 | −15  |               |

 Fuente: AFC
Criterios de clasificación: 
| 7 de octubre de 2023 | Irak                        | 2–1     | Malasia          | Samo Sports Complex, Fergana |  |
|                      | - Arab 10' - Alhusaynat 14' | Reporte | - Awalluddin 40' |                              |  |

| 7 de octubre de 2023 | Uzbekistán                                                                           | 6–1     | Camboya      | Samo Sports Complex, Fergana |  |
|                      | - Tulkinov 19' - Rakhmatov 25' - Nishonov 30', 36' - Rakhmatullaev 35' - Elibaev 38' | Reporte | Reechhee 18' |                              |  |

| 9 de octubre de 2023 | Camboya | 0–7     | Irak                                                                    | Samo Sports Complex, Fergana |  |
|                      |         | Reporte | - Al-Mayali 5' 22' 31' - Al-Iedan 5' - Al-Husaynat 8' 34' - Bazooni 39' |                              |  |

| 9 de octubre de 2023 | Malasia            | 3–4     | Uzbekistán                                                | Samo Sports Complex, Fergana |  |
|                      | Syahir 33' 39' 40' | Reporte | - Ropiev 18' - Choriev 27' - Tulkinov 28' - Rakhmatov 38' |                              |  |

| 11 de octubre de 2023 | Uzbekistán                       | 3–1 | Irak     | Samo Sports Complex, Fergana |  |
|                       | - Rakhmatov 5' 11' - Choriev 27' |     | Arab 10' |                              |  |

| 11 de octubre de 2023 | Malasia                               | 5–2 | Camboya                             | Samo Sports Complex, Fergana |  |
|                       | - Syahir 1' 10' 35' - Shahril 23' 27' |     | - Ken Pouchit 22' - Ouk Lak Sam 33' |                              |  |

### Grupo  H
- Los partidos se jugaron en Taipei, Taiwan.

| Pos. | Equipo           | Pts. | PJ | G | E | P | GF | GC | Dif. | Clasificación |
| ---- | ---------------- | ---- | -- | - | - | - | -- | -- | ---- | ------------- |
| 1    | Japón            | 6    | 2  | 2 | 0 | 0 | 7  | 0  | +7   | Clasificado   |
| 2    | Australia        | 3    | 2  | 1 | 0 | 1 | 3  | 6  | −3   | Clasificado   |
| 3    | China Taipéi (H) | 0    | 2  | 0 | 0 | 2 | 2  | 6  | −4   |               |

 Fuente: AFC
Criterios de clasificación: 
| 7 de octubre de 2023 | Australia | 0–4     | Japón                                        | University of Taipei Gymnasium, Taipei |  |
|                      |           | Reporte | - Yoshikawa 9' - Oliveira 13' (pen.) 33' 35' |                                        |  |

| 9 de octubre de 2023 | China Taipéi                          | 2–3     | Australia                   | University of Taipei Gymnasium, Taipei |  |
|                      | Huang Wei-Lun 33' · Huang Po-Chun 36' | Reporte | Fornito 18' · Adeli 38' 40' |                                        |  |

| 11 de octubre de 2023 | Japón                      | 3–0     | China Taipéi | University of Taipei Gymnasium, Taipei |  |
|                       | Hirata 7' · Uchida 17' 33' | Reporte |              |                                        |  |

## Clasificados
| Equipo         | Participaciones | Última participación | Mejor participación                                                              |
| -------------- | --------------- | -------------------- | -------------------------------------------------------------------------------- |
| Tailandia      | 17              | 2022                 | Finalista (2008, 2012)                                                           |
| China          | 13              | 2018                 | 4° lugar (2008, 2010)                                                            |
| Afganistán     | 1               | -                    | Debut                                                                            |
| Arabia Saudita | 3               | 2022                 | Fase de grupos (2016, 2022)                                                      |
| Irán           | 17              | 2022                 | Campeón (1999, 2000, 2001, 2002, 2003, 2004, 2005, 2007, 2008, 2010, 2016, 2018) |
| Kirguistán     | 16              | 2018                 | 3° lugar (2005)                                                                  |
| Vietnam        | 7               | 2022                 | 4° lugar (2016)                                                                  |
| Corea del Sur  | 15              | 2022                 | 4° lugar (2002)                                                                  |
| Tayikistán     | 12              | 2022                 | Cuartos de final (2007)                                                          |
| Birmania       | 2               | 2018                 | Fase de grupos (2018)                                                            |
| Kuwait         | 13              | 2022                 | 4° lugar (2003, 2014)                                                            |
| Baréin         | 4               | 2022                 | Cuartos de final (2018)                                                          |
| Uzbekistán     | 17              | 2022                 | Finalista (2001, 2006, 2010, 2016)                                               |
| Irak           | 13              | 2022                 | 4° lugar (2018)                                                                  |
| Japón          | 17              | 2022                 | Campeón (2006, 2012, 2014, 2022)                                                 |
| Australia      | 8               | 2016                 | 4° lugar (2012)                                                                  |